# نژادهای کبوتر

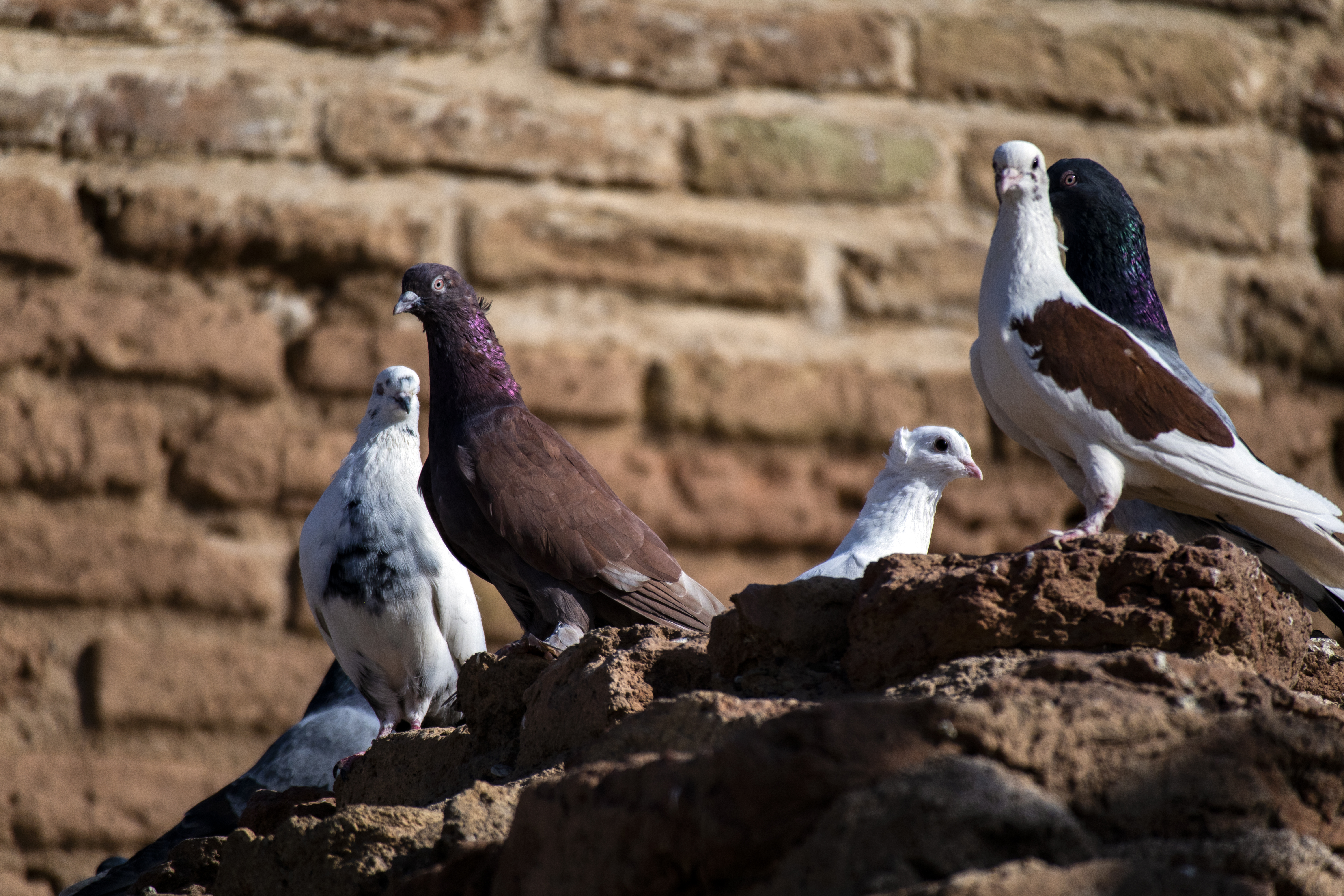
دسته کبوتر بر بالای یک امارت قدیمی

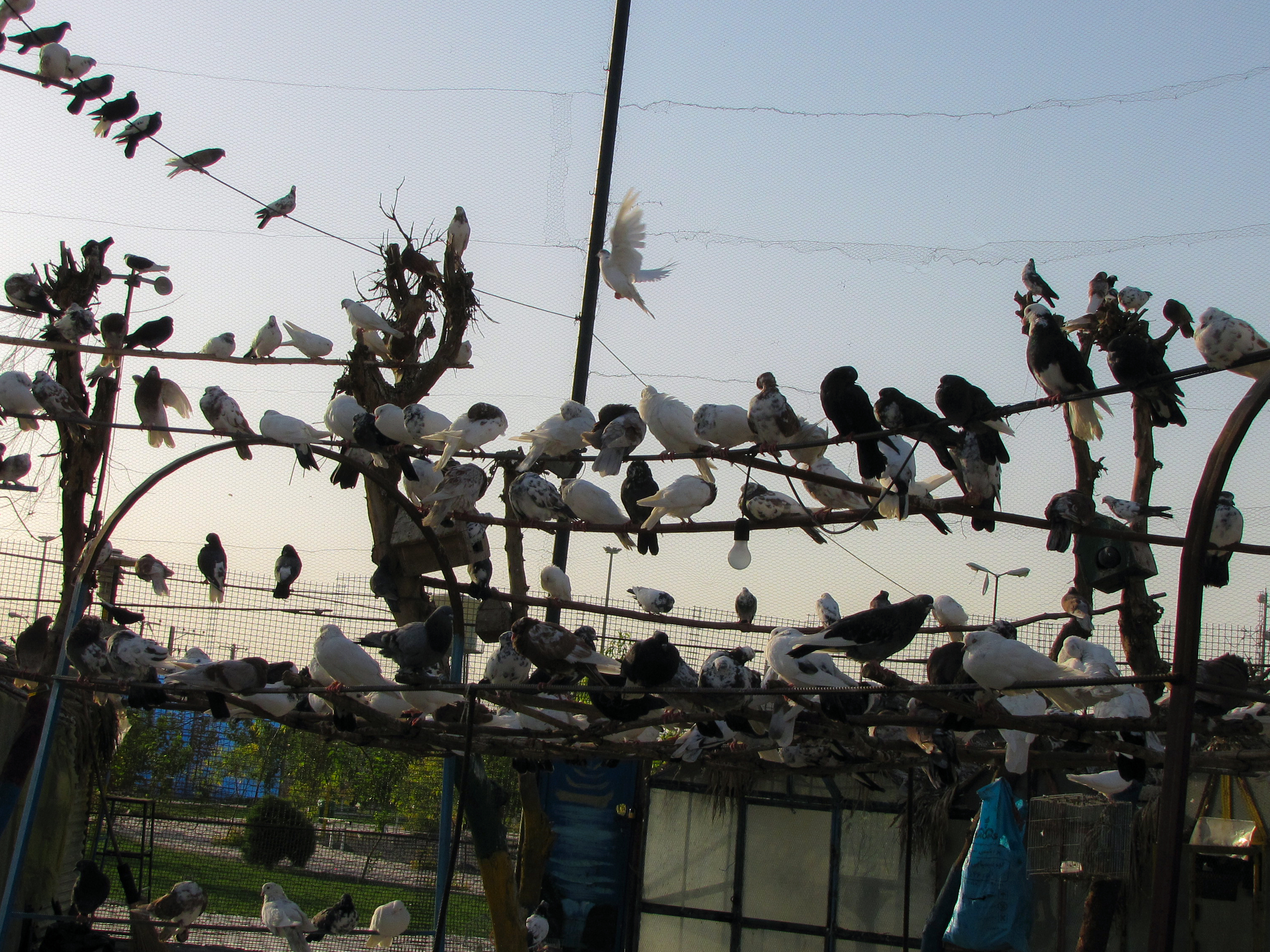
دسته کبوتران در قفس در یک پارک در قم

نژادهای کبوتر بسیار متنوع و متفاوت هستند در زیر برخی از معروف‌ترین نژادهای کبوتر ذکر شده‌اند:
کبوتر مسافتی: pigeon racing
زادگاه این پرنده در کشور بلژیک و هلند می‌باشد این نژاد توانایی شگفت‌انگیزی در پیدا کردن آشیانه از مسافت‌های بسیار دور دارد.
در طی قرن‌های ۱۸و۱۹ میلادی اولین مسابقات نوین رسمی کبوتران مسافتی در کشورهای هلند بلژیک و آلمان شروع شد اما این آغاز مسابقات نبود چون اولین مسابقه دهنده‌ها کسانی بودند که در آتن یونان در مسابقات المپیک با کبوترهای خود مسابقه می‌دانند.
کبوتر مسافتی از لحاظ رنگ شبیه کبوتران چاهی می‌باشند، با این تفاوت که کبوتران مسافتی دارای هیکل به مراتب بزرگتر و سری بزرگ با پیشانی مسطح بدون پیشانی و دماغ و دور چشم بزرگ‌تری است.
کبوتران مسابقه در سه رده مسافت کوتاه متوسط بلند و فوق بلند شرکت می‌کنند گاه این مسابقات ماراتن تا ۱۶۰۰ کیلومتر هوایی ادامه میابند در ایران این نژاد در دهه ۷۰ توسط تاجران از کشورهای اروپایی و کشورهای عربی وارد کشور شد اولین استان میزبان این نژاد استان خوزستان بود به دلیل علاقه زیاد مردم به این نژاد هرساله در خوزستان و به تازگی سراسر ایران مسابقاتی در همه رده‌های مسافت برگزار می‌شود.

## ۱. کبوتر شاهی King Pigeon
نژادی آمریکایی است که از آن گونه‌هایی به رنگ‌های سفید، نقره‌ای، آبی تیره، سرخ وزرد وجود دارد.. معمول‌ترین آن‌ها گونه سفید است. گونه سفید در آمریکا از تلاقی سفید رومی، سفید مالت Maltese وسفید دوشس Duches به وجود آمده‌است. گونه نقره‌ای نیز از تلاقی دوشس و موندین به وجود آمده و جثه‌ای بزرگ‌تر و حالتی آرام‌تر از سفید دارد. وزن کبوتر نر بالغ در حدود ۹۰۰ گرم و کبوتر ماده بالغ در حدود ۷۵۰ گرم و وزن هر جفت جوجه بین ۹۰۰ تا ۱۳۵۰ گرم است. این نژاد سالیانه ۸ تا ۱۵ جفت جوجه می‌دهد. کبوترهای این نژاد از کالبدی کشیده و مستقیم و دم افقی برخوردارند. استحکام بال‌ها بسیار زیاد است و اندام محکم بوده، سینه عریض می‌باشد، گردن ستبر و شکیل بوده، جمجمه گرد وبزرگ می‌باشد وسر به رنگ سفید و مخطط است. در سال ۱۹۴۰ در آمریکا گونه‌ای از این نژاد به نام کبوتر «شاهی شناسا» پرورش داده شد. از محسنات این گونه توانایی شناختن دو جنس نر و ماده آن از یکدیگر می‌باشد، که به علت تفاوت رنگ پرها در دو جنس امکان‌پذیر می‌گردد.

## ۲. کبوتر جاینت هومر Giaint Homer Pigeon
این نژاد از بهترین نژادهای گوشتی کبوتر است. وزن کبوتر نر بالغ در حدود ۹۰۰ گرم و کبوتر ماده بالغ تقریباً ۷۰۰ گرم و وزن هر جفت جوجه ۴۰۰ تا ۶۰۰ گرم است. این نژاد سالی ۸ تا ۱۲ جفت جوجه می‌دهد. تنوع رنگ زیادی دارد و متداول‌ترین رنگ مربوط به گونه‌ای است که رنگ سر، دم و دو طرف بال‌ها آبی تیره و باقی اجزای بدن، سفید است، این نژاد خیلی به نژاد چاهی شبیه است، سرش بدون پر و پاهایش نیز بدون پر است. این نژاد دو خاصیت ممتاز دارد: یکی آن که از جمله بارورترین و پرنسل‌ترین (یعنی گونه‌های مختلفی دارد) کبوترها به‌شمار می‌رود و دیگر این که برای تغذیه انسان گوشت مناسب و لذیذی دارد.

## ۳. کبوتر رنت Rant Pigeon
این نژاد سنگین‌وزن‌ترین کبوتر است، وزن پرنده بالغ آن در حدود ۵/۱ کیلوگرم است ورنگ‌های متفاوتی دارد که بیشتر به رنگ سفید است. این نژاد سالیانه ۴ تا ۶ جفت جوجه می‌دهد و وزن هر جفت جوجه آن ۵/۱ تا ۲ کیلوگرم است. این نژاد از بدنی کشیده و سینه‌ای عمیق برخوردار است.

## ۴. کبوتر کارنیه Carneau Pigeon
کبوترهای کارنیه از کبوترهای جنوب بلژیک وشمال فرانسه به وجود آمده و در اوایل قرن بیستم در آمریکا بر روی آن‌ها کار شده‌است. این نژاد دو رنگ سرخ و سفید دارد ورنگ سرخ آن فراوانی بیشتری دارد. سر پرنده و پاهایش بدون پر است. وزن کبوتر نر بالغ حدود ۷۰۰ گرم و کبوتر ماده بالغ حدود ۶۰۰ گرم است. این نژاد سالیانه ۶ تا ۱۲ جفت جوجه می‌دهد و وزن هر جفت جوجه حدود ۹۵۰ تا ۱۰۰۰ گرم است. این نژاد از لحاظ جثه به‌طور محسوسی از نژاد شاهی کوچک‌تر است. رنگ گونه‌های قرمز آن تقریباً به رنگ شاه بلوط وبسیار زیباست.

## ۵. کبوتر موندن Mondaine Pigeon
این نژاد دو تیره دارد، تیره سوئیسی که سفید رنگ با سری بدون پر است و تیره فرانسوی با رنگ‌های مختلف نظیر سرخ، سفید، زرد، سیاه، آبی تیره و نقره‌ای که با وجود کاکلی بر روی سر مشخص می‌شود.
نژاد موندن شبیه مرغ است و وزن پرنده در حدود ۱ تا ۵/۱ کیلوگرم است و سالیانه ۶ تا ۱۲ جفت جوجه می‌دهد و وزن یک جفت جوجه آن ۱۲۵۰ گرم است. پاهای این نژاد پرهای انبوهی دارد. این نژاد تنومند بوده، دم پرنده پایین افتاده و معمولاً به رنگ سفید می‌باشد.

## ۶. کبوتر چیندار شرقی Oriental Frills Pigeon
مهم‌ترین مشخصه این نژاد منقار کوتاه آن است که به آن شکلی زیبا می‌دهد و در انواع اصیل معمولاً منقار پرنده کوتاه وپهن است. منشأ این نژاد سرزمین خاورمیانه ومخصوصاً مصر می‌باشد. نژاد اصیل آن چشم‌های درشت با پلکی سفید رنگ دارد و بر روی سینه کاکلی نیم‌دایره‌ای به صورت کروات دارد و بر روی پاها پرهای کوچکی دارد واگر از گوشه به آن نگاه شود، چشم‌ها وپاها در یک راستا دیده می‌شوند. شکل سرپرنده، چیزی بین کروی وبیضی شکل است ورنگ حدقه چشم آن پرتقالی است که این حالت در پرندگانی که سر سفید دارند، تیره رنگ می‌باشد. این پرنده به شدت با ادمی انس والفت می‌گیرد و از او نمی‌ترسد. با غرور می‌ایستد وتحمل خوبی دارد و از جهت پرواز وحرکت نیرومند است و به خوبی زاد وولد می‌کند و برخی از پرورش دهندگان معتقدند که پرورش آن با دیگر کبوترها متفاوت است اما حقیقت این است که پرورش آن با سایر انواع پرندگان زینتی تفاوتی ندارد و فقط باید توجه داشت که مانند تمامی انواع پرندگان زینتی بهتر است که تخم این نوع پرنده را در زیر پرندگان معمولی قرار داد و از آن‌ها جوجه گرفت، زیرا که پرندگان زینتی اصولاً قادر به نگهداری از تخم و جوجه‌آوری نیستند. قیمت آن در بازار متفاوت است ولی معمولاً نژادهای خالص آن بسیار گران‌قیمت می‌باشند. بنظر من این نژاد از بهترین نژادهای کبوترسانان است به دلیل نوک کوتاه و داشتن پر در کنار پاهایشان است.

## ۷. کبوتر مکه Makka Pigeon
اصل این نژاد به سه جا نسبت داده می‌شود که این سه مکان عبارتند از: شهر صنعا در یمن، شهر مکه و کشور مصر، و بیشتر به نظر می‌رسد که اصل آن از شهر صنعای یمن بوده و از آن جا به مکه و مصر برده شده‌است. این نژاد از آواز بسیار خوب و دلنشینی برخوردار است که با آواز دیگر کبوترها متفاوت است. جثه‌ای کوچک دارد و تا حدودی شبیه کبوتر معمولی است، در هنگام ایستادن دو بال از دو طرف بدن پرنده آویزان می‌شود و چشمانش کاملاً مشکی است و غالباً بر روی پنجه‌های پا راه می‌رود و در هنگام آواز خواندن بدنش به لزره در می‌آید. پاها کوتاه و کوچک است، نژاد خالص آن کاکل ندارد و پاپر نیست. هرچند که اخیراً انواع کاکل دار و پاپر آن نیز تولید شده‌اند. رنگ آم معمولاً سیاه و سفید است و به رنگ‌های دیگری نظیر سرمه‌ای و سرخ نیز دیده شده‌است، این نژاد نمی‌تواند به خوبی از تخم‌ها مراقبت نماید و از جهت زاد و ولد چندان مرغوب نیست و بهتر است که آن را به صورت انفرادی در قفس نگهداری کرد. مدت آوازخوانی پرنده طولانی است و به همین علت برخی از پرورش‌دهندگان به علت سر و صدای زیاد، میل چندانی به پرورش آن ندارند.

## ۸. کبوتر بخارا (جارچی) Trumpeter
این نژاد از زیباترین انواع کبوتر بوده و از گران‌قیمت‌ترین گونه‌های کبوتر به‌شمار می‌رود و پرورش‌دهندگان کبوترهای زینتی و علاقه‌مندان به شرکت در نمایشگاه‌ها، در بین پرندگان خود حتماً از این نوع پرنده نگهداری می‌کنند. کبوتر بخارا پرهای انبوهی دارد که در همه جهت پرپشت می‌باشند و گونه‌های خالص آن حجیم با پرهای انبوهی بر روی سرها و پا می‌باشند. زادوولد چندانی ندارد و توجه کافی به جوجه‌های خود مبذول نمی‌کند و پرورش‌دهندگان با چیدن پرهای اطراف چشم و قسمتی از پرهای پا و اطراف مخرج پرنده، تلاش می‌کنند تا میزان نرینگی کبوترهای نر را افزایش دهند، اما با این همه بهتر است که تخم‌های بارور این پرنده را در زیر پرندگان دیگری که به نگهداری جوجه‌ها اهمیت می‌دهند، گذاشت تا جوجه‌ها قوی ونیرومند بار بیایند، به ویژه این که جوجه‌های این نژاد از کوچکی دارای پرهای انبوه می‌باشند و بدیهی است که این میزان پر نیاز به خون رسانی و تغذیه مناسب دارد.
گونه‌های متفاوتی از این نژاد پدید آمده‌است به گونه‌ای که در برخی‌ها کاکل رشد فراوانی یافته‌است و در برخی دیگر نیز کاکل رشد چندانی ندارد و برخی جثه متوسط و برخی جثه بزرگی دارند. اما آنچه کبوتر بخارای اصیل را متمایز می‌سازد، این است که گردن آن به سوی جلو و پایین متمایل است وبر پس سر پرنده کاکل وجود دارد و پاها در مقایسه با سایر گونه‌ها بزرگتراند. این پرنده می‌تواند پرهای کاکل خود را سیخ نگه دارد. رنگ‌های متفاوتی دارد و بیشتر به رنگ سیاه و سفید و سرخ و زرد دیده می‌شود.

## ۹. کبوتر یعقوبی Jacobin Pigeon
کبوتر بسیار زیبایی است که به رنگ‌های مختلف دیده می‌شود ودورتا دور سر آن را پرهای انبوهی فرا می‌گیرد که از پس سر کبوتر شروع شده و به جلوی گردن آن ادامه می‌یابد. از عیوب این نژاد عدم نگهداری از تخم وعدم پرستاری از جوجه‌ها است. میزان پرهای نرم اطراف سر وگردن پرنده گاهی آن قدر زیاد وانبوه‌است که چیزی از سر پرنده، چشم‌ها و منقار آن دیده نمی‌شود و به همین علت برخی از پرورش دهندگان اقدام به چیدن پرهای مزاحم می‌کنند تا پرنده بتواند به خوبی ببیند. در نژاد اصیل پرهای دور گردن مانند طوقی انبوه دورتادور گردن را فرا می‌گیرد. معمولاً پرهای دم وبال‌ها سفید رنگ بوده و باقی اجزای بدن به رنگ‌های متفاوتی نظیر: سرخ وسیاه وزرد وسرمه‌ای می‌باشد. آخرین پر بال بلند و طولانی است به‌طوری تا دم رسیده و گاهی ازآن نیز فراتر می‌رود. منشأ این نژاد هندوستان است. نوع دیگری از این نژاد که اصالت کمتری دارند، پرهای دورتادور گردن و سر کمتر بوده و در اطراف پیشانی و چشم پرها رشد نمی‌کند. چشم‌های آن مروارید مانند است. این نژاد به جوجه‌های خود توجه کافی مبذول می‌کند و برخلاف نژاد اصیل از سرعت خوبی در پرواز برخوردار است. منشأ این نوع کبوتر نیز وسط وشمال قاره اروپا و کشورهایی نظیر اتریش، هلند وبلژیک است. قیمت کبوترهای اصیل بسیار گران است اما کبوترهای غیر اصیل قیمت‌های متفاوتی دارند.

## ۱۰. کبوتر دمنده Pouter Pigeon
کبوتر دمنده یکی از قدیمی‌ترین انواع کبوترهای زینتی است که تاریخ پیدایش آن به سال ۱۷۳۵ میلادی بازمی‌گردد. این کبوتر همچنین به نام کبوتر انگلیسی نیز معروف است زیرا که اولین بار در انگلستان ظاهر شد و پرورش دهندگان انگلیسی با آمیزش دادن گونه‌های مختلفی از کبوتر، این نژاد را به وجود آوردند. این کبوتر می‌تواند به صورت شگفت‌انگیزی در سینه وگردن وسر خود بدمد و به همین علت به آن دمنده می‌گویند و در اثر نفخ این منطقه قد وقواره کبوتر بزرگ‌تر به نظر می‌رسد. بدن این گونه کبوتر کشیده و لاغر است و از جهت نگهداری از تخم‌ها و جوجه‌ها بسیار خوب است. منشأ آن شمال اروپا، انگلستان، بلژیک و آلمان است و آب وهوای سرد ومعتدل برای پرورش آن مناسب است، اما در آب وهوای گرم بدن کبوتر ضعیف شده و به بیماری‌های مختلف مبتلا می‌گردد. قیمت برخی از انواع آن بسیار گران است به ویژه اگر چینه‌دان بزرگ یا رنگ آن نادر و کمیاب باشد.

## ۱۱. کبوتر میگسار Tippler Pigeon
این نژاد یکی از معروف‌ترین کبوترهای تیز پرواز است که می‌تواند به مدت ده ساعت مستمر پرواز کند و در آسمان آن قدر بالا برود که دیگر با چشم غیر مسلح دیده نشود. معمولاً رنگ بدن آن سفید رنگ و برخی اجزای بدن آن خاکستری رنگ و چشمان آن مرواریدی است و برخی کبوتر خوب است. «تیپلر» گونه‌های مختلفی دارد، اما قدرت وتوانایی هیچ‌کدام از این گونه‌ها به اندازه گونه اصلی نمی‌باشد.
آموزش این نوع کبوتر بر اوج‌گیری در آسمان نیازمند آموزش طولانی و مشخصی می‌باشد و بسیاری از پرورش دهندگان این نوع کبوتر در انگلستان و کانادا به شدت با یکدیگر رقابت می‌نمایند تا بتوانند رکوردهای جدیدی در زمینه اوج‌گیری برای مدت‌های طولانی که گاهی به ۲۲ ساعت می‌رسد را بشکنند و در این رکوردگیری‌ها، اوج‌گیری و پرواز مستمر دو شرط اساسی به‌شمار می‌روند.
گونه‌ای از این نژاد دیده شده که در اثنای پرواز اقدام به معلق زدن به سوی عقب می‌نماید، که این گونه از کبوترها برای مسابقات اوج‌گیری مناسب نیستند زیرا معلق زدن باعث خستگی کبوتر شده و کبوتر نمی‌تواند برای ساعات پی در پی درآسمان اوج بگیرد.
کبوتر «تیپلر» به صورت تدریجی و دایره وار اوج می‌گیرد که مرکز دایره پرواز کبوتر، محل سکونت او می‌باشد و آن قدر بالا می‌رود که دیدن آن در آسمان دشوار می‌شود و در هنگام فرود آمدن نیز از همین روش استفاده می‌کند، منتهی دایره‌های فرودی کبوتر کوتاه‌تر هستند.
کبوتر «تیپلر» دو بال قوی و نیرومند دارد که ابزاری مناسبی برای اوج‌گیری به‌شمار می‌روند و معمولاً کبوترهایی که تندتند بال می‌زنند نمی‌توانند برای مدت طولانی ومستمر پرواز کنند، که این حالت در تیپلر دیده نمی‌شود.
سبکی وزن کبوتر «تیپلر» یکی دیگر از عواملی است که باعث می‌شود که پرنده ساعت‌های طولانی بدون خستگی در آسمان پرواز کند.

## منابع

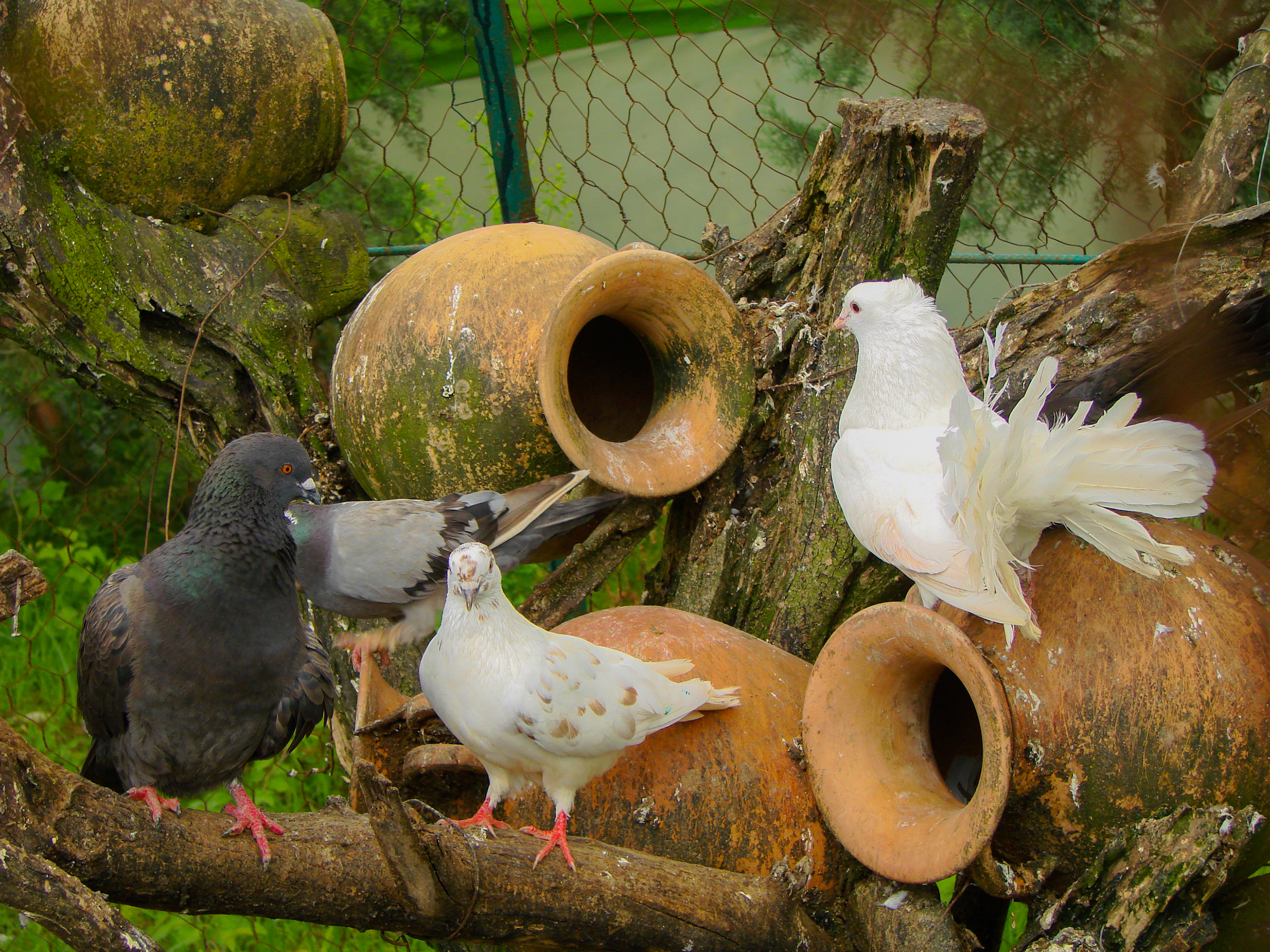
یک دسته کبوتر در قفس در نمک آبرود
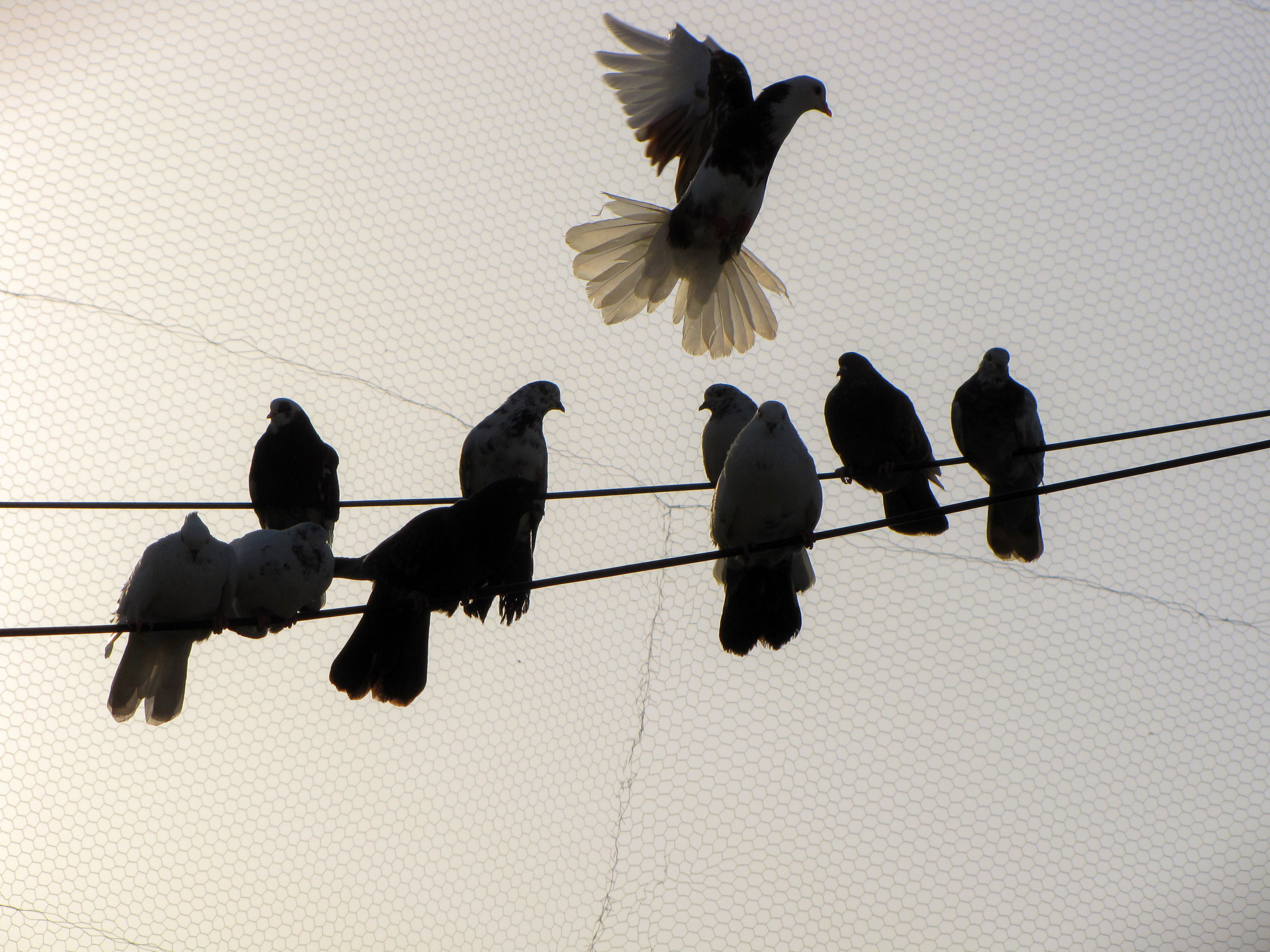
یک دسته کبوتر در قفس
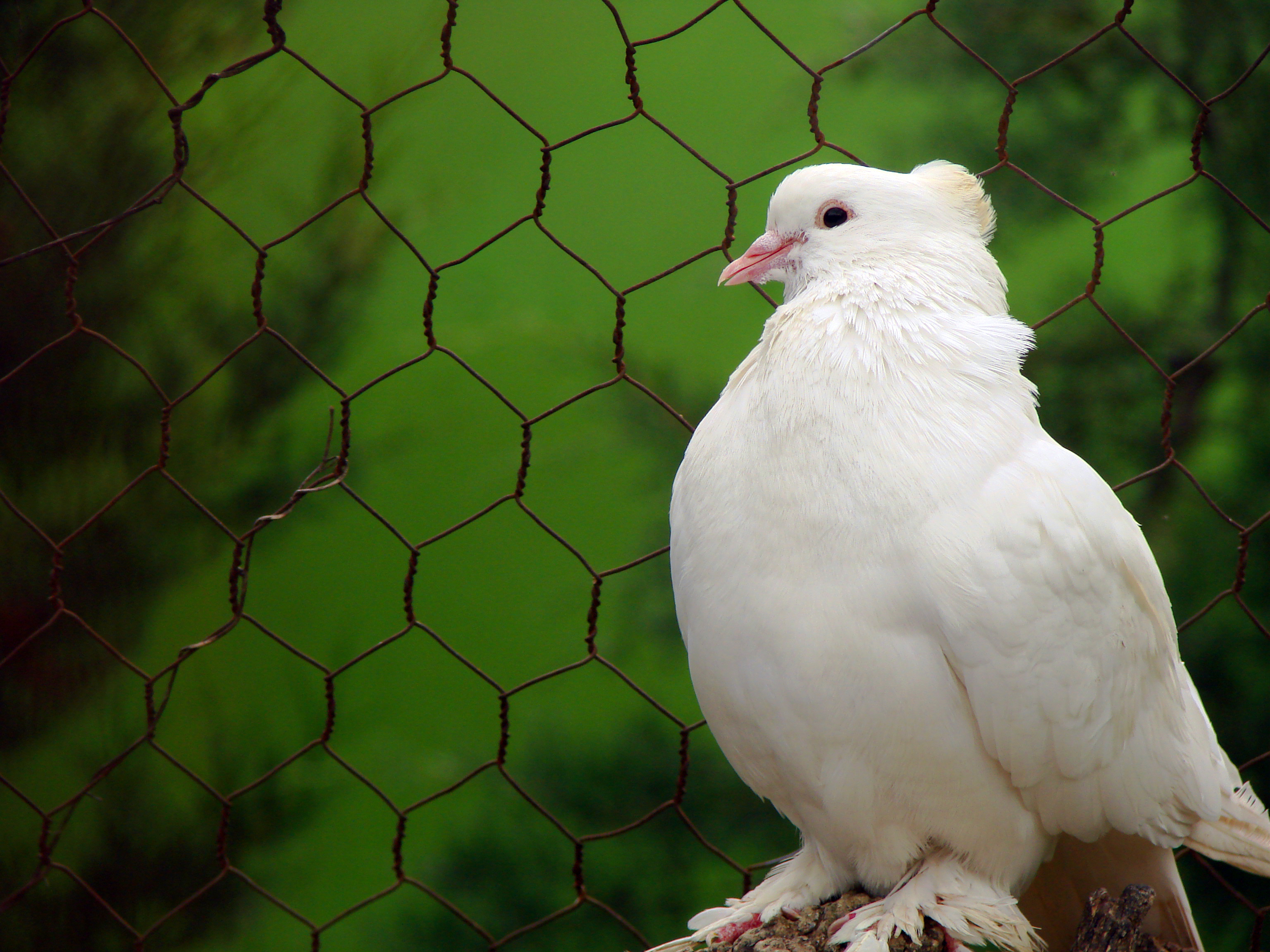
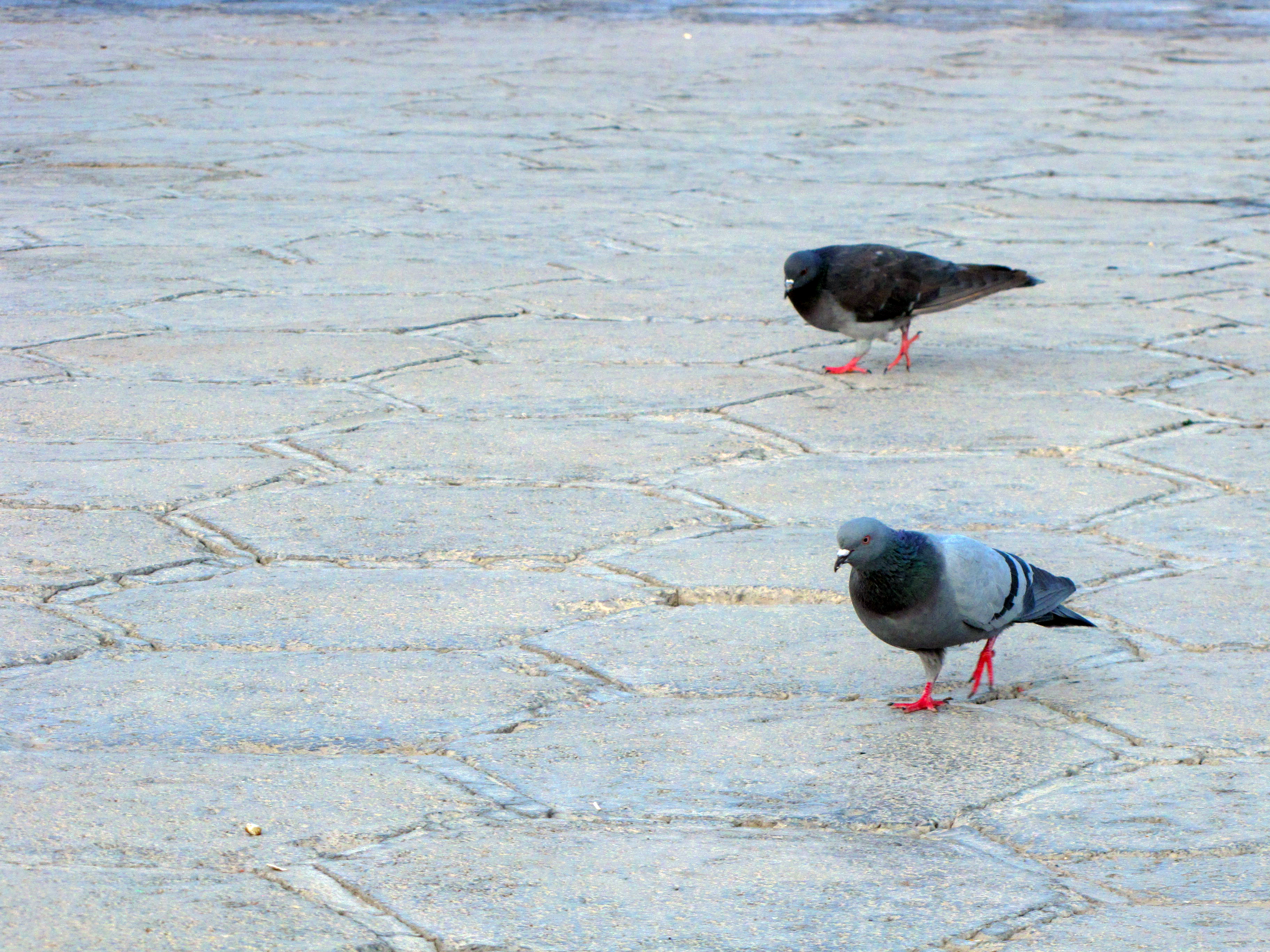
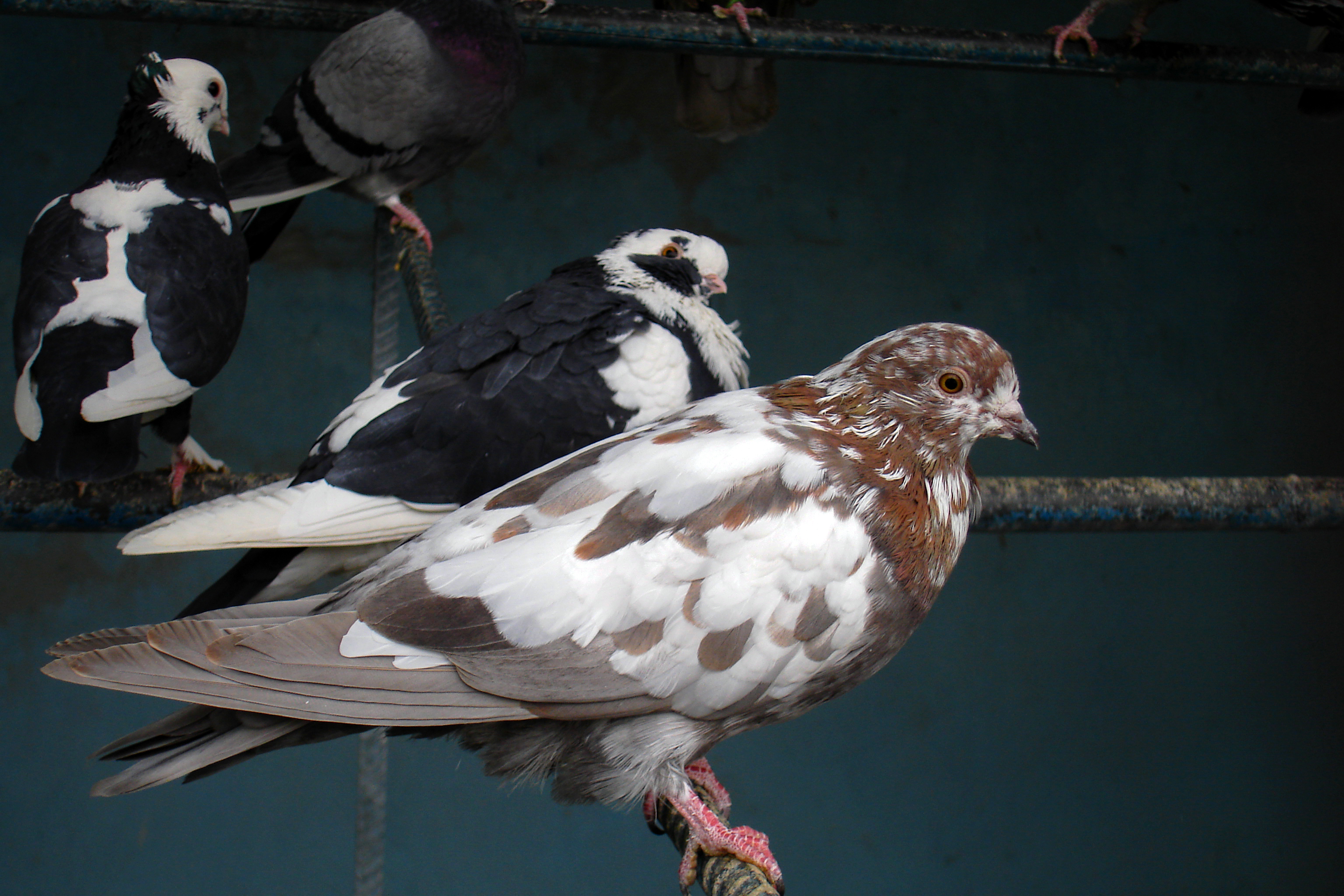
دسته کبوتر در قفس
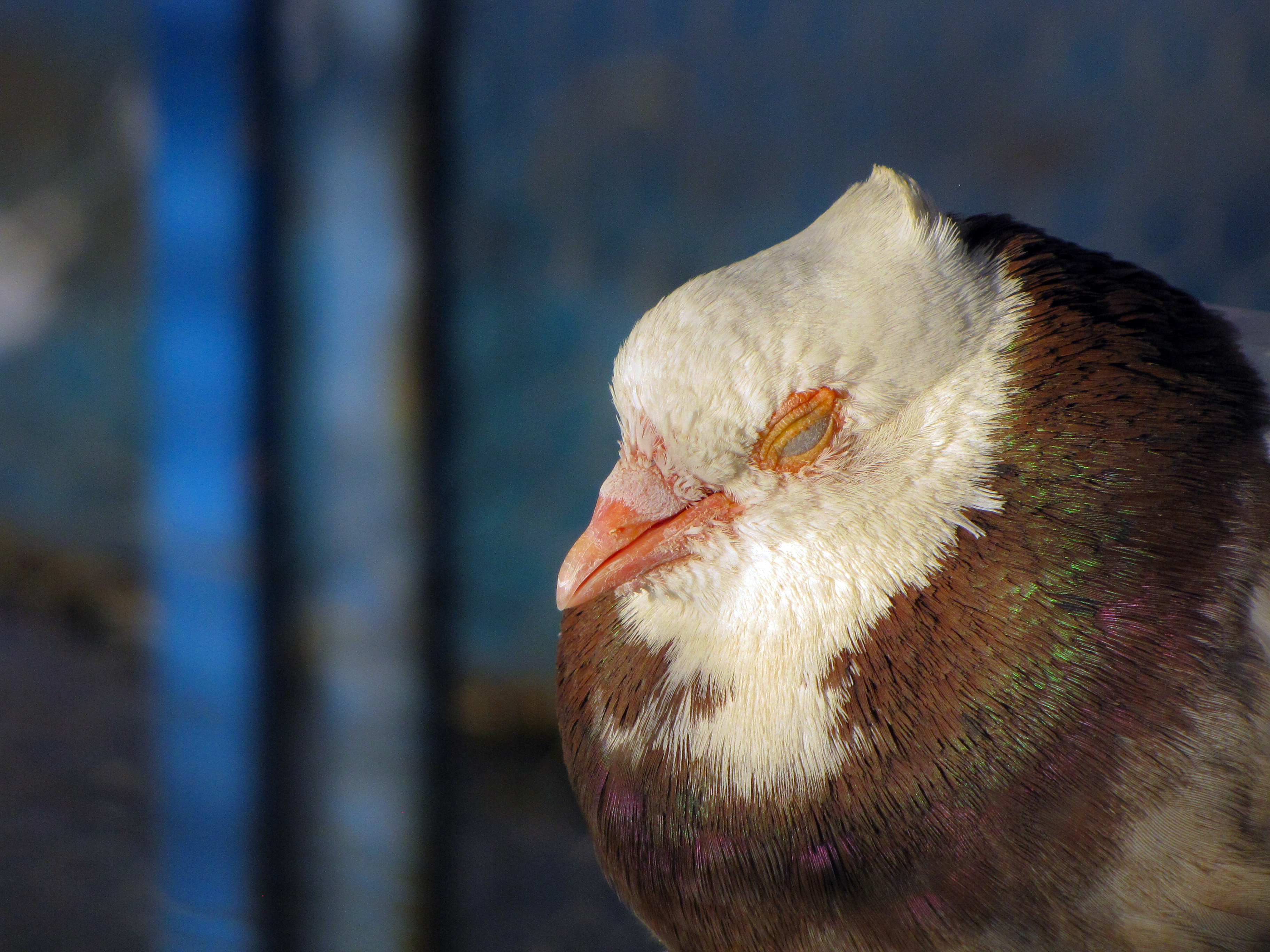
کبوتر کاکل دار